# هويدا القثامي
هويدا القثامي (1962 -) طبيبية وجرّاحة قلب سعودية، وهي أول جرّاحة قلب وأول استشارية لجراحة القلب والعيوب الخلقية للأطفال بالشرق الأوسط، والثانية على مستوى العالم، وهي عضو مؤسس للجمعية العالمية لجراحة القلب والصدر والعيوب الخلقية للأطفال. وهي واحدة من أشهر 50 شخصية على مستوى العالم بحسب مؤسسة مشاهير العالم الأمريكية.

## مسيرتها التعليمية والمهنية
ولدت في الطائف، ودرست في كل من القاهرة والطائف، وتخرجت في جامعة الملك عبد العزيز بجدة، ثم عملت في المستشفى العسكري بالرياض، عملت كأخصائي جراحة القلب للكبار والأطفال بمستشفى برووسييه في باريس عام 1990، وفي نفس العام عادت إلى الرياض وعملت بمركز الأمير سلطان للأمراض وجراحة القلب كأخصائي أول جراحة القلب للكبار والأطفال، وبعدها سافرت إلى كندا واستكملت تخصصها في جراحة قلب الأطفال بمستشفى جامعة تورنتو بكندا، وحصلت على الزمالة الكندية. وفي عام 1994، عادت للعمل في مركز الأمير سلطان كاستشاري جراحة القلب للأطفال بالمركز، وفي عام 2004، حصلت على استشاري أول.

## إنجازات
- أول جرّاحة قلب وأول استشارية لجراحة القلب والعيوب الخلقية للأطفال بالشرق الأوسط، والثانية عالميًّا.
- أول من ابتكر إجراء عملية ربط الشريان الرئوي للأطفال المصابين بعيوب خلقية في الشرق الأوسط.
- أول من أجرت عملية زراعة الصمام الرئوي دون فتح القلب أو وضع المريض على جهاز القلب أو الرئة الصناعي، وهذه أول عملية من نوعها في الشرق الأوسط.

## تكريمات
- وسام الملك فيصل من الدرجة الرابعة[6]
- وسام الوحدة اليمنية، وميدالية الوحدة الذهبية، لجهودها مع البعثة الطبية السعودية الخيرية، لإجراء جراحات لعيوب خلقية في القلب لأطفال اليمن[7][8]